# Onthophagus gemellatus
Onthophagus gemellatus é uma espécie de inseto do género Onthophagus da família Scarabaeidae da ordem Coleoptera. Ele é chamado também de Onthophagus, que é um apelido famoso para a espécie.

## História
Foi descrita cientificamente pela primeira vez no ano de 1877 por Raffray.